# Gordon Moakes

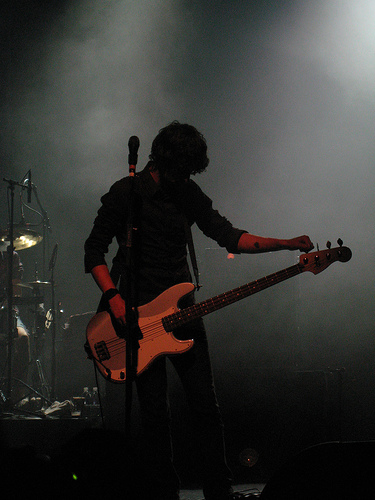
Gordon Moakes, Madison Square Garden, 2007

Gordon "Gordy" Moakes (22 juni 1976) was de bassist en achtergrondzanger van de Britse post-punkgroep "Bloc Party".
Moakes werd lid van de band nadat hij had gereageerd op een advertentie in een lokaal muziekblad. Daarin vroegen zijn huidige bandgenoten Kele Okereke en Russell Lissack om een bassist die hun band wilde komen versterken. Hoewel hij van oorsprong geen bassist was, vertelde Lissack hem bij hun eerste bijeenkomst dat hij de enige was geweest die de baslijn had kunnen spelen van het nummer dat Okereke en Lissack hadden voorgespeeld ("Life of the Party"). Moakes schreef samen met Okereke de songteksten van verscheidene nummers.
Op het tweede studioalbum van de band, getiteld A Weekend In The City, speelt Moakes ook enkele andere instrumenten, zoals drums in "Sunday" en glockenspiel in "Waiting For the 7.18" en "SRXT." Ook heeft men Moakes gezien bij het bespelen van een Korg MicroKORG synthesizer in het nieuwe demo-nummer "Flux".